# 後蜀

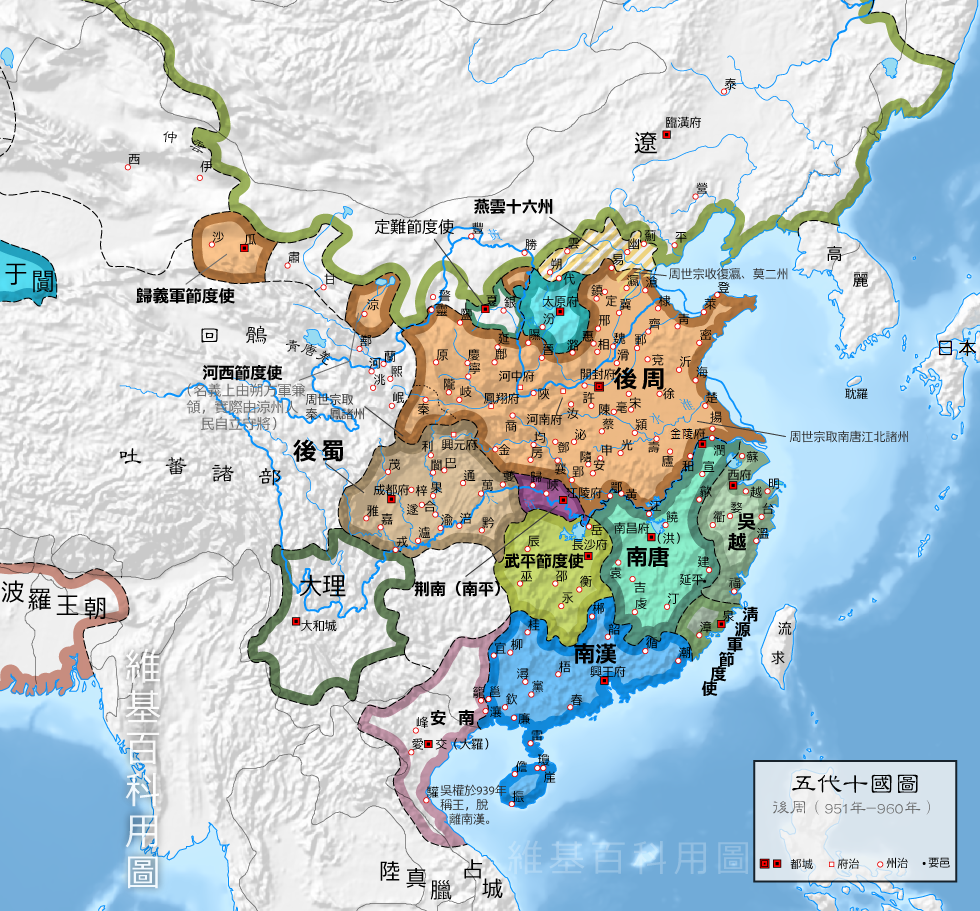
五代十国之後蜀版圖

後蜀（934年－965年，又稱孟蜀）是中國歷史上的十國之一，其疆域较前蜀而言要小，其中后蜀的疆域东线和北线最为显著。东由襄阳退至重庆一带，北也由甘陕退到广元。后因中原变乱得到一些中原节度使的归附，鼎盛时期达到前蜀的疆域。

## 建國
同光三年（925年），後唐滅前蜀，孟知祥（874年－934年）被任为西川節度使，次年入成都，平定叛将李绍琛，整頓吏治，成都始安。長興二年（931年），杀后唐派来的监军李严，与东川节度使董璋起兵叛乱，并击退唐明宗派来的军队。次年（932年），孟知祥与后唐朝廷和解，董璋不满，兴兵来攻，孟知祥反而败殺董璋，取得東川。
後唐閔帝應順元年（934年），孟知祥在成都建都稱帝，年號明德，國號蜀，史稱“後蜀”，以别于王建的前蜀。同年，后唐凤翔节度使李从珂起兵推翻闵帝，后唐武定军节度使孙汉韶、山南西道节度使张虔钊因曾讨伐李从珂而不安，以本镇归后蜀。但孟知祥在位仅7个月后便卒。

## 衰弱
其子孟昶嗣位，沿用明德年號，继位不久即诛杀大将李仁罕，后大权掌握在赵季良和李仁罕的外甥张业的手中。明德五年（938年）後，孟昶改元廣政；广政九年孟昶杀权臣张业，逼迫赵廷隐退隐，于是他在继位十四年后才正式亲政。孟昶在位初期頗能勵精圖治。他广开言路，劝课农桑，兴办学校。后蜀的国力在此时达到了顶峰，而且蜀地境內很少發生戰爭，此时的蜀地是五代時期經濟文化較發達的地區，後蜀維持近三十年和平。辽朝灭后晋时，晋雄武军节度使何重建不附辽，以辖区归附后蜀，后蜀又迫降凤州防御使石奉頵，达到之前前蜀的疆域。但后蜀随即被新建立的后汉所派将领王景崇所败，本已降蜀的凤翔节度使侯益亦因而投靠后汉；王景崇随即控制凤翔，又与叛将河中节度使李守贞、实控长安永兴军的赵思绾联合，求援于后蜀，孟昶不顾劝阻出兵，改凤翔为岐阳，任王景崇为节度使，但此次出师仍无功，三将叛乱被后汉平定。
孟昶晚年，生活日漸荒淫，整日游玩享乐和饮酒赋诗，和红粉佳丽、教房歌妓、词臣狎客混在一起。他还广选良家女子充入后宫，他尤其宠幸花蕊夫人，花蕊夫人酷爱牡丹和芙蓉，孟昶为讨她的欢心，在城中种植大量的牡丹和芙蓉，一到花期争相斗艳，宛如锦缎，因此成都至今还有芙蓉城和锦城的外号。
廣政十八年（955年），郭荣决定开启统一天下的战争，根据王朴平边策的建议，统一之战的主要格局放在和南唐对阵之上。但是郭荣怕后蜀从背后偷袭自己，于是在当年五月派遣王朴、向训二人攻打蜀国。蜀主孟昶派遣赵季札和王昭远派兵攻打周国的来犯之兵，自己高枕无忧，继续纵情享乐。在和花蕊夫人酒席欢宴之上，孟昶得到前线的急报，周军在王朴的带领下从大散关来到了秦州，已经连下的八座大寨。孟昶大怒，也不与群臣商议，当即让词臣下令让李廷珪、高彦俦带兵出战，并且催促赵季札尽快到秦州支援韩继勋。但是赵季札虽然得到孟昶的宿卫兵八千人，但是一路上带妾从军，像是游山玩水一般走走停停，听闻前线大敌压境，没有得到孟昶的回复就逃回了成都，孟昶见到他后责备他无能怯懦，辜负了他的信任，就将他处死。
在前线的李廷珪抓住了前来巡逻的周军将领胡立，得了小胜却谎称大捷，孟昶得到捷报很是高兴，就派遣使节到北汉和南唐邀请他们来夹击周军。没想到之后孟昶得到前线的败报，原来李廷珪小胜之后轻敌冒进，与周军的主力相遇，一交战才发现自己打不过周军。孟昶听闻前线战败，连忙加派伊审征去前线督战，伊审征和李廷珪商议后，派遣李进占据马岭寨，截住周军的来路，再派遣游击队出斜谷，进兵白涧，又让王峦出黄花谷去截住周军的粮道。黄花谷又窄又长，士兵不能并肩前行，只能排一字长队。周军早就猜到蜀军会来截取粮道，于是早早地在黄花谷安排了伏兵，他们有意放过侦查兵，引诱蜀军大军来此，结果前来的蜀军一个个被抓，等到王峦才发现有埋伏的时候，蜀军已经被截断了去路，王峦拼命杀出，结果仅仅剩余百骑，结果唐仓被周军将领张建雄被占，王峦也被生擒，三千蜀军全军覆没。李进听说王峦全军覆没的消息，战战兢兢，结果他直接放弃了马岭寨，返回了大营，游击队听闻两路人马的消息，结果也全部撤了回来。李、伊二人见到自己计策全部失效，也一路后撤，撤到了青泥岭。秦州的韩继勋听闻李、伊二人逃走，自己直接逃回了成都。
秦州官员全是贪生怕死之辈，在秦州判官赵玭的怂恿下投降了周军。王景占领了秦州之后，分兵攻打成州和阶州，自己亲自带兵攻打凤州。成、阶二州听闻秦州投降，当即也开城投降。于是孟昶派遣王环和赵崇溥去前线，二人听闻秦州失守，于是前去护卫凤州，屡屡击退了王景的攻势。于是王景在城外设立堡垒，决定困死凤州城，又让郭荣派来的韩通堵住了蜀国的援军。结果周军见时机成熟，发动猛攻， 凤州的守军已无斗志，纷纷投降，只有王、赵二人坚持巷战，最后凤州被彻底攻占。自此当初何重建时期归降后蜀的四州，全部归了后周。孟昶见到周军没有进一步攻入蜀中的打算，于是向周军议和。郭荣见到孟昶的来书来称呼自己为大蜀皇帝，大怒，就没有回复。孟昶见到没有回复，于是加派兵力驻守白帝城等城池。因为兵力的增加，全国已经无钱可用，结果后蜀将全国的铁器统一国营，然后用铁铸钱，弄得百姓苦不堪言。

## 灭亡
赵匡胤和赵普雪夜定策，定下了“先南后北”的统一天下的战略，宋军先后消灭荆南和武平军势力让后蜀的君臣极为惶恐，蜀国的宰相李昊劝孟昶，言明宋国不像之前的后汉和后周，宋主志在一统海内，不如现在就遣使纳贡，免得兵戎相见。但是后蜀的枢密使王昭远却非常自大，对孟昶说蜀道难行，宋军难以飞越，不必受人节制。他并且十分大胆怂恿孟昶地和北汉通好，约定一起出兵。孟昶听从他的计策，派赵彦韬带着蜡书走小路前往太原，没想到赵彦韬带着蜡书直接去了汴梁。赵匡胤看到蜀国约定和北汉一起出兵的蜡书，笑道：“朕正准备发兵西征，没想到他先来挑衅，这正好让朕师出兵有名了。”
宋太祖下令让王全斌为主帅，刘光义和崔彦进为副帅，王仁赡和曹彬为都监，领兵六万，分兵入蜀。北宋乾德二年（964年）十一月，王全斌等人将人马粮草集结完毕，接到了赵匡胤发到军营的上谕：“大军所当之处，禁止焚烧民舍，驱赶百姓，开秋挖坟，践踏庄稼，违者军法行事”。赵匡胤让人在汴梁为蜀主修建了一所府邸，专等孟昶到来。于是宋军發兵攻蜀，次年（965年）正月孟昶向宋朝投降，同年去世。後蜀前後历二帝，共33年。
欧阳修《新五代史》中对此有“尽力不过二袋（代）”的典故。

## 后事
王全斌在成都受降以后，没过几天，东路军的刘光义和曹彬也赶到了成都，赵匡胤下诏嘉奖伐蜀将士，但是赵匡胤的嘉奖诏书带来两路人马的争功，互相不信任。王全斌作为主帅没有及时地处理，每天只是喝酒作乐，还纵容部下抢劫百姓的钱财和子女，曹彬觉得这样下去肯定会大乱，多次劝谏王全斌早日班师回朝，把蜀地交给吕饴庆等人处理，但是王全斌就是不听。吕饴庆斩杀了喝醉酒后抢夺商人财物的士兵，起了杀鸡儆猴的效果，成都的士兵收敛了许多。
赵匡胤之前让蜀国的军队全部缴械，到京城重新安置，并且让王全斌全权负责粮草军需，但是王全斌竟然克扣了一半的粮饷，还让自己的部下到蜀军中敲竹杠，这让蜀军愤怒不已。最后蜀军忍无可忍，走到绵州的时候，推举蜀国的旧部全师雄为帅，占据县城，聚众起义，之后招募旧军，很快就到了十万之众，号称兴国军。王全斌派去招安的马军都监朱光绪杀了全师雄的全族，还把全师雄的家产和爱女霸为己有。这导致全师雄断了归顺的想法，他攻打绵州城，绵州城大，一时拿不下来。于是他又转攻彭州，彭州没有准备，很容易被攻克，全师雄向周边发号召，成都周边二十几个州县不堪宋兵的侵扰，于是纷纷归降全师雄。于是全师雄自称兴蜀大王，开府置官，然后分兵占据各处要害之处。崔彦进派兵攻打彭州，但是出师不利，还战死了一员猛将。宋军的战败让蜀地之人看到了战胜宋军的希望， 就有了更多的州县来投奔全师雄，一时之间竟然达到了十七州之多，他又分兵夺下的剑门关，堵住了中原到蜀地的支援通道，还扬言攻打成都。
王全斌得知后大为恐惧，向京城求援，赵匡胤非常生气，但是还是让丁德裕派兵支援蜀地。这时候的成都还有两万七千多的蜀国降兵，王全斌担心这些人会相应全师雄，尽管有康延泽的规劝，但是王全斌还是担心这些人会做内应，所以将他们全部屠杀。然后王全斌让各个将领带兵围剿全师雄，刘光义和曹彬这一路宋军屡战屡胜，把全的气势压了下去。王全斌在灌口寨大败全师雄，俘虏了两千余人，全师雄逃亡了金堂。后吕翰等路响应全师雄的叛军被击败，而最终全师雄在金堂病死。丁德裕带着来剿灭叛军的援军来到了蜀地，加上此时叛军没有了首领，所以叛军分崩离析，被官军逐个击破。至此，在后蜀灭亡后，乱了两年的蜀地又重新安定了下来。
后来蜀人跑到了京城，状告了王全斌等人在蜀地的不法之事。严查之下，发现王全斌等人在蜀地贪墨了钱财六十四万六千八百多贯还有大量后蜀宫中的珍宝，严重克扣了士兵的粮饷。百官说王全斌等人依法当死，但是赵匡胤念在他们平蜀有功，所以只是将他们贬官，王全斌之后到死并未得到升迁。

## 君主

### 君主列表
| 肖像 | 庙号                    | 谥号                        | 名讳                                           | 在世时间     | 在位时间     | 年号及使用时间 | 年号及使用时间 | 陵寝 |
| ---- | ----------------------- | --------------------------- | ---------------------------------------------- | ------------ | ------------ | -------------- | -------------- | ---- |
| －   | 太祖 （高祖孟知祥追尊） | 孝元皇帝 （高祖孟知祥追谥） | 孟佚                                           | ？           | －           | －             | －             | －   |
| －   | 世祖 （高祖孟知祥追尊） | 孝景皇帝 （高祖孟知祥追谥） | 孟察                                           | ？           | －           | －             | －             | －   |
| －   | 显祖 （高祖孟知祥追尊） | 孝武皇帝 （高祖孟知祥追谥） | 孟道                                           | ？           | －           | －             | －             | －   |
| －   | 高祖                    | 文武圣德英烈明孝皇帝        | 孟知祥                                         | 874年－934年 | 934年        | 明德           | 934年          | 和陵 |
| －   | －                      | 楚恭孝王 （宋太祖赵匡胤谥） | 孟昶 （原名仁讚） （北宋降封秦国公，追封楚王） | 919年－965年 | 934年－965年 | 明德           | 934年－937年   | －   |
| －   | －                      | 楚恭孝王 （宋太祖赵匡胤谥） | 孟昶 （原名仁讚） （北宋降封秦国公，追封楚王） | 919年－965年 | 934年－965年 | 广政           | 938年－965年   | －   |

### 君主世系图
| 1後蜀高祖 孟知祥 874-934   |  |  |  |  |  |  |  |  |  |
|                            |  |  |  |  |  |  |  |  |  |
| 2後蜀後主 孟昶 919-934-965 |  |  |  |  |  |  |  |  |  |

## 延伸阅读
[在维基数据编辑]
 《新五代史·卷64》，出自歐陽修《新五代史》
 《宋史·卷479》，出自脱脱《宋史》